# Maurice de Moray
Maurice de Moray ou de Moravia (vers 1290–tué au combat en 1346), connu également sous le nom de  Maurice Moray ou Murray, est un noble écossais qui fut comte de Strathearn de 1343 à 1346.

## Biographie
Maurice de Moray est le fils ainé de Sir John Moray de Drumsargard et de son épouse Marie, fille du comte Malise IV de Strathearn. Il apparaît dans les sources pour la première fois en 1335 comme un des chefs du parti patriotique écossais qui soutient les droits de David Bruce. À cette époque il devient un puissant chef militaire qui est désigné par Walter Bower comme « Lord de Clydesdale ». La même année  Moray s'accorde avec d'autres nobles écossais pour repouser les propositions de paix du roi Édouard III d'Angleterre, et pour réaffirmer leur opposition à la souveraineté anglaise. En conséquence ses domaines sont confisqués par Edouard Balliol, qui les attribue à l'un de ses chevalier anglais Anthony de Lucy.
Toujours en 1335, Moray tue un chevalier nommé Godfrey Ross, le sheriff d'Ayr et Lanark, qui avait tué son frère. En 1341 il est présent lors du Parlement qui se tient à Scone, le premier après le retour de France du roi David II d'Écosse. En 1342, les Anglais restituent le château de Stirling aux écossais, et Moray est nommé gouverneur de la place. Il renforce et approvisionne le château dépensant pour cela l'énorme somme de  £150 équipement. Selon les termes du chroniqueur Andrew Wyntoun dans  The orygynale cronykil of Scotland, il « le renforce grandement, car il est fort riche et très puissant ».
Moray obtient des donations de domaines considérable en récompense de ses services, et il devient un favori du roi  David II. En 1344, David accorde à Moray le comté de Strathearn, qui a été confisqué à son oncle maternel Malise V de Strathearn, le 8e comte. Le comte Maurice est tué lors de la bataille de Neville's Cross le 17 octobre 1346.

## Union et postérité
Le comte Maurice épouse Joanna ou Jeanne Menteith, la fille de sir John de Menteith de Ruskie, qui avait déjà contracté deux unions; d'abord avec le propre grand-père maternel de Maurice de Moray; Malise IV († 1329), 7e comte de Strathearn, puis avec John Campbell († 1333), comte d'Atholl. Le couple n'a qu'une fille:
- Joanna de Moray, qui épouse en premières noces  Thomas Moray de Bothwell, et ensuite Archibald Douglas, 3e comte de Douglas, connu sous le surnom de  « Archibald le Hideux ».

Après la mort de Maurice de Moray, Joanna Menteith se remarie avec William, 5e comte de Sutherland.